# Liste des chansons de Thirty Seconds to Mars

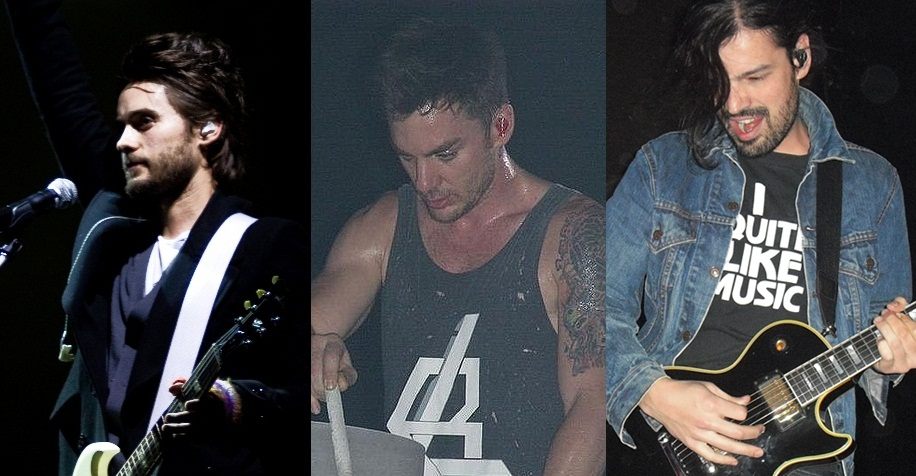
De gauche à droite : Jared Leto, Shannon Leto, et Tomo Miličević

Thirty Seconds to Mars est un groupe rock américain formé en 1998 à Los Angeles (Californie).
Le groupe sort son premier album, 30 Seconds to Mars, en 2002. Deux singles en ont été tirés, Capricorn (A Brand New Name) et Edge of the Earth, qui atteint le top ten sur l'UK Rock Chart. Le premier atteint aussi la 31e place au Billboard Mainstream Rock Tracks.
Le second album, A Beautiful Lie (2005), produisit quatre singles : Attack, The Kill, From Yesterday et A Beautiful Lie. Attack a été la chanson plus insérée dans les radios alternatives pendant sa première semaine, pendant que The Kill établit le record de 52 semaines de longévité dans le Hot Modern Rock Tracks, après avoir atteint la troisième place en 2006,. Le troisième single, From Yesterday, atteint la première place au Hot Modern Rock Tracks pour plusieurs semaines. A Beautiful Lie est sorti comme quatrième single de l'album en certains États, dont le Portugal, où il atteint la huitième place.
Le groupe sort son troisième album, This Is War, en décembre 2009. Ses deux premiers singles, Kings and Queens et This Is War, atteignirent la première place à l'Alternative Songs et le numéro quatre au Rock Songs. Le troisième single, Closer to the Edge, détient le record de huit semaines passées en tête de l'UK Rock Chart au cours du 2010. Hurricane 2.0 est sorti comme quatrième single de l'album en certains États.
Le quatrième album, Love, Lust, Faith and Dreams, sort en mai 2013. Trois singles en sont tirés : Up in the Air, Do or Die et City of Angels. Le deuxième clip vidéo (Do Or Die) est réalisé sur le même principe que Closer to the Edge, avec des extraits de vidéos prises lors des concerts pendant l'été 2013.
Voici la liste détaillée des chansons des Thirty Seconds to Mars, incluant les reprises apparaissant sur leurs albums. La liste est présentée ici en ordre alphabétique, avec l'année de la parution des chansons et leur(s) auteur(s).
- Haut – A
- B
- C
- D
- E
- F
- G
- H
- I
- J
- K
- L
- M
- N
- O
- P
- Q
- R
- S
- T
- U
- V
- W
- X
- Y
- Z
- 0-9

| Titre                          | Année | Album                                  | Auteur(s)                                                                 | Notes                                  |
| ------------------------------ | ----- | -------------------------------------- | ------------------------------------------------------------------------- | -------------------------------------- |
| 100 Suns                       | 2009  | This Is War                            | Jared Leto                                                                |                                        |
| 93 Million Miles               | 2002  | 30 Seconds to Mars                     | Jared Leto                                                                |                                        |
| A Beautiful Lie                | 2005  | A Beautiful Lie                        | Jared Leto                                                                |                                        |
| A Modern Myth                  | 2005  | A Beautiful Lie                        | Jared Leto                                                                |                                        |
| Alibi                          | 2009  | This Is War                            | Jared Leto                                                                |                                        |
| Anarchy in Tokyo               | 2002  | 30 Seconds to Mars (Édition japonaise) | Jared Leto, Shannon Leto                                                  | Titre bonus                            |
| Attack                         | 2005  | A Beautiful Lie                        | Jared Leto                                                                |                                        |
| Bad Romance                    | 2010  | This Is War (Édition deluxe)           | Stefani Germanotta, Nadir Khayat                                          | Reprise ; titre bonus                  |
| Battle of One                  | 2005  | A Beautiful Lie                        | Jared Leto, Shannon Leto, Matt Wachter, Tomo Miličević                    |                                        |
| Birth                          | 2013  | Love, Lust, Faith and Dreams           | Jared Leto                                                                |                                        |
| Bright Lights                  | 2013  | Love, Lust, Faith and Dreams           | Jared Leto                                                                |                                        |
| Buddha for Mary                | 2002  | 30 Seconds to Mars                     | Jared Leto                                                                |                                        |
| Capricorn (A Brand New Name)   | 2002  | 30 Seconds to Mars                     | Jared Leto                                                                |                                        |
| City of Angels                 | 2013  | Love, Lust, Faith and Dreams           | Jared Leto                                                                |                                        |
| Closer to the Edge             | 2009  | This Is War                            | Jared Leto                                                                |                                        |
| Conquistador                   | 2013  | Love, Lust, Faith and Dreams           | Jared Leto                                                                |                                        |
| Convergence                    | 2013  | Love, Lust, Faith and Dreams           | Shannon Leto                                                              | Instrumental                           |
| Depuis le Début                | 2013  | Love, Lust, Faith and Dreams           | Jared Leto                                                                |                                        |
| Do or Die                      | 2013  | Love, Lust, Faith and Dreams           | Jared Leto                                                                |                                        |
| Echelon                        | 2002  | 30 Seconds to Mars                     | Jared Leto                                                                |                                        |
| Edge of the Earth              | 2002  | 30 Seconds to Mars                     | Jared Leto                                                                |                                        |
| End of All Days                | 2013  | Love, Lust, Faith and Dreams           | Jared Leto                                                                |                                        |
| End of the Beginning           | 2002  | 30 Seconds to Mars                     | Jared Leto                                                                |                                        |
| Escape                         | 2009  | This Is War                            | Jared Leto                                                                |                                        |
| Fallen                         | 2002  | 30 Seconds to Mars                     | Jared Leto                                                                |                                        |
| From Yesterday                 | 2005  | A Beautiful Lie                        | Jared Leto, Shannon Leto, Matt Wachter, Tomo Miličević                    |                                        |
| Hunter                         | 2005  | A Beautiful Lie                        | Björk                                                                     | Reprise                                |
| Hurricane                      | 2009  | This Is War                            | Jared Leto                                                                |                                        |
| Hurricane 2.0                  | 2010  | This Is War (Édition deluxe)           | Jared Leto, Kanye West                                                    | Avec Kanye West ; titre bonus          |
| Kings and Queens               | 2009  | This Is War                            | Jared Leto                                                                |                                        |
| L490                           | 2009  | This Is War                            | Shannon Leto                                                              | Instrumental                           |
| Message in a Bottle            | 2007  | AOL Sessions Undercover                | Sting                                                                     | Reprise                                |
| Night of the Hunter            | 2009  | This Is War                            | Jared Leto                                                                |                                        |
| Northern Lights                | 2013  | Love, Lust, Faith and Dreams           | Jared Leto                                                                |                                        |
| Oblivion                       | 2002  | 30 Seconds to Mars                     | Jared Leto                                                                |                                        |
| Occam's Razor                  | 2002  |                                        | Jared Leto                                                                | Inédit démo                            |
| Phase 1: Fortification         | 2002  |                                        | Jared Leto                                                                | B-side de Capricorn (A Brand New Name) |
| Pyres of Varanasi              | 2013  | Love, Lust, Faith and Dreams           | Jared Leto                                                                |                                        |
| R-Evolve                       | 2005  | A Beautiful Lie                        | Jared Leto                                                                |                                        |
| Revolution                     | 2002  |                                        | Jared Leto                                                                | Inédit démo                            |
| Santa Through the Back Door    | 2006  | Kevin & Bean's Super Christmas         | Jared Leto                                                                |                                        |
| Savior                         | 2005  | A Beautiful Lie                        | Jared Leto, Shannon Leto, Matt Wachter, Tomo Miličević                    |                                        |
| Search and Destroy             | 2009  | This Is War                            | Jared Leto                                                                |                                        |
| Stranger in a Strange Land     | 2009  | This Is War                            | Jared Leto                                                                |                                        |
| Stronger                       | 2010  | This Is War (Édition deluxe)           | Kanye West, Thomas Bangalter, Guy-Manuel de Homem-Christo, Edwin Birdsong | Reprise ; titre bonus                  |
| The Fantasy                    | 2005  | A Beautiful Lie                        | Jared Leto                                                                |                                        |
| The Kill                       | 2005  | A Beautiful Lie                        | Jared Leto                                                                |                                        |
| The Kill                       | 2008  | A Beautiful Lie (Édition brésilienne)  | Jared Leto, Pitty                                                         | Avec Pitty ; titre bonus               |
| The Mission                    | 2002  | 30 Seconds to Mars                     | Jared Leto                                                                |                                        |
| The Race                       | 2013  | Love, Lust, Faith and Dreams           | Jared Leto                                                                |                                        |
| The Story                      | 2005  | A Beautiful Lie                        | Jared Leto                                                                |                                        |
| This Is War                    | 2009  | This Is War                            | Jared Leto                                                                |                                        |
| Time to Wake Up                | 2007  | A Beautiful Lie (Instrumentals)        | Jared Leto                                                                | Instrumental                           |
| Up in the Air                  | 2013  | Love, Lust, Faith and Dreams           | Jared Leto                                                                | Inédit démo                            |
| Valhalla                       | 2002  |                                        | Jared Leto                                                                | Inédit démo                            |
| Vox Populi                     | 2009  | This Is War                            | Jared Leto                                                                |                                        |
| Was It a Dream?                | 2005  | A Beautiful Lie                        | Jared Leto                                                                |                                        |
| Welcome to the Universe        | 2002  | 30 Seconds to Mars                     | Jared Leto                                                                |                                        |
| Where the Streets Have No Name | 2011  | MTV Unplugged                          | U2                                                                        | Reprise                                |
| Year Zero                      | 2002  | 30 Seconds to Mars                     | Jared Leto, Shannon Leto                                                  |                                        |